# Copa do Mundo de Futsal de 2000
A Copa do Mundo de Futsal da FIFA de 2000 foi disputado entre 18 de novembro e  3 de dezembro na Guatemala. Foi a quarta edição deste campeonato mundial, promovido pela FIFA.
A Espanha foi campeã derrotando o Brasil que vinha de um tricampeonato.
| Competição                                  | Data                            | Sede      | Vagas | Classificados                                 |
| ------------------------------------------- | ------------------------------- | --------- | ----- | --------------------------------------------- |
| País sede                                   |                                 |           | 1     | Guatemala                                     |
| Copa da Ásia de Futsal de 2000              | 5 a 12 de Maio de 2000          | Tailândia | 3     | Irã Tailândia Cazaquistão                     |
| Copa das Nações Africanas de Futsal de 2000 | 16 a 21 de Abril de 2000        | Egito     | 1     | Egito                                         |
| Copa Ouro de Fustal de 2000                 | 20 a 29 de Julho de 2000        | Guatemala | 2     | Costa Rica Cuba                               |
| Copa América de Futsal de 2000              | 29 de Abril a 7 de Maio de 2000 | Brasil    | 3     | Uruguai Argentina Brasil                      |
| Copa das Nações de Futsal de 1999           | 21 a 28 de Agosto de 1999       | Vanuatu   | 1     | Austrália                                     |
| Campeonato Europeu de Futsal de 2000        | 30 de Jan a 5 de Maio de 2000   | Grupos    | 5     | Portugal Espanha Rússia Croácia Países Baixos |
| TOTAL                                       |                                 |           | 16    |                                               |

| Cidade da Guatemala           | Cidade da Guatemala                       |
| ----------------------------- | ----------------------------------------- |
| Domo Polideportivo de la CDAG | Gimnasio Nacional Teodoro Palacios Flores |
| Capacidade: 7.500             | Capacidade: 7.000                         |

| Confederação | Árbitros                        |
| ------------ | ------------------------------- |
| AFC          | Seyed Moosavi (IRN)             |
| AFC          | Po On Andy Wong (HKG)           |
| AFC          | Fusaya Suzuki (JPN)             |
| CAF          | Yaya Djiba (SEN)                |
| CAF          | Mohamed Ibrahim Farag (EGY)     |
| CONCACAF     | Carlos del Cid (GUA)            |
| CONCACAF     | Carlo Servino (USA)             |
| CONCACAF     | Alexander Alfaro Gallardo (CRC) |
| OFC          | Adrian Tamplin (AUS)            |

| Confederação | Árbitros                             |
| ------------ | ------------------------------------ |
| CONMEBOL     | Felix Chavez (ARG)                   |
| CONMEBOL     | Walter Arce (URU)                    |
| CONMEBOL     | Francisco Salinas Ramirez (PAR)      |
| CONMEBOL     | Sérgio Ricardo Camanho (BRA)         |
| UEFA         | Perry Gautier (BEL)                  |
| UEFA         | Martinus A. M. Van den Bekerom (NED) |
| UEFA         | Pedro Galan (ESP)                    |
| UEFA         | Antonin Herzog (CZE)                 |
| UEFA         | Ivan Novak (CRO)                     |

## Primeira fase

### Grupo A
| Equipe      | Pts | J | V | E | D | GP | GC |
| ----------- | --- | - | - | - | - | -- | -- |
| Brasil      | 9   | 3 | 3 | 0 | 0 | 45 | 3  |
| Portugal    | 6   | 3 | 2 | 0 | 1 | 12 | 8  |
| Guatemala   | 3   | 3 | 1 | 0 | 2 | 10 | 40 |
| Cazaquistão | 0   | 3 | 0 | 0 | 3 | 8  | 24 |

| 18 de Novembro de 2000 | Guatemala       | 2 – 6    | Portugal                                                  | Ginásio El Domo Polidesportivo Cidade da Guatemala, Guatemala Público:7,320 Árbitro: Walter Arce |
|                        | García 34', 38' | (Report) | André 11', 32', 36' · Arnaldo 15' · Majo 18' · Nelito 39' |                                                                                                  |

| 18 de Novembro de 2000 | Brasil | 12 – 1   | Cazaquistão    | Ginásio El Domo Polidesportivo Cidade da Guatemala, Guatemala Público:7,320 Árbitro: Perry Gautier |
|                        | Manoel Tobias 1', 26', 31' · Lenísio 5', 9' · Schumacher 13', 14' · Vander 24', 29' · Índio 34', 40' · Falcão 38' | (Report) | Baimuratov 10' | |

| 21 de Novembro de 2000 | Portugal | 0 – 4    | Brasil                                       | Ginásio El Domo Polidesportivo Cidade da Guatemala, Guatemala Público:7,254 Árbitro: Carlo Servino |
|                        |          | (Report) | Vander 28' · Anderson 34' · Lenísio 36', 38' | |

| 21 de Novembro de 2000 | Cazaquistão                                            | 5 – 6    | Guatemala                                           | Ginásio El Domo Polidesportivo Cidade da Guatemala, Guatemala Público:7,254 Árbitro: Felix Chavez |
|                        | Yussupov 14', 38' · Baimuratov 16', 31' · Linevich 32' | (Report) | de Mata 2', 10', 28', 32' · Rojas 13' · Acevedo 40' |                                                                                                   |

| 23 de Novembro de 2000 | Portugal                                                       | 6 – 2    | Cazaquistão                  | Ginásio Teodoro Palácios Flores Cidade da Guatemala, Guatemala Público:3,283 Árbitro: Seyed Moosavi |
|                        | Arnaldo 9', 18' · Nelito 13', 28' · Miguel Mota 37' · Majo 38' | (Report) | Baimuratov 28' · Lukonin 32' | |

| 23 de Novembro de 2000 | Guatemala             | 2 – 29   | Brasil | Ginásio El Domo Polidesportivo Cidade da Guatemala, Guatemala Público:7,272 Árbitro: Mohamed Ibrahim Farag |
|                        | García 30' · Ruiz 32' | (Report) | Lenísio 3' · Fininho 3', 6', 31', 31', 32' · Manoel Tobias 5', 6', 8', 20', 34', 38' · Schumacher 8', 12', 35' · Falcão 13', 33', 33' · Índio 15', 34' · Almir 16' · Joan 27', 40' · Anderson 37', 38', 40' · Vander 38', 39', 40' · | |

### Grupo B
| Equipe        | Pts | J | V | E | D | GP | GC |
| ------------- | --- | - | - | - | - | -- | -- |
| Países Baixos | 9   | 3 | 3 | 0 | 0 | 14 | 5  |
| Egito         | 6   | 3 | 2 | 0 | 1 | 14 | 7  |
| Uruguai       | 3   | 3 | 1 | 0 | 2 | 7  | 8  |
| Tailândia     | 0   | 3 | 0 | 0 | 3 | 2  | 17 |

| 20 de Novembro de 2000 | Egito                                   | 3 – 5    | Países Baixos                                              | Ginásio El Domo Polidesportivo Cidade da Guatemala, Guatemala Público:3,920 Árbitro: Carlos del Cid |
|                        | Sayed 26' · Soliman 35' · El Gohary 35' | (Report) | Talha 5' · Lettinck 11', 35' · Leatemia 16' · Marechal 20' | |

| 20 de Novembro de 2000 | Uruguai                                             | 4 – 1    | Tailândia   | Ginásio El Domo Polidesportivo Cidade da Guatemala, Guatemala Público:3,920 Árbitro: Adrian Tamplin |
|                        | Guerra 12' · Moliterno 15', 25' · Pablo Lamanna 37' | (Report) | Piemkum 18' | |

| 22 de Novembro de 2000 | Tailândia | 0 – 7    | Egito                                                                         | Ginásio El Domo Polidesportivo Cidade da Guatemala, Guatemala Público:4,152 Árbitro: Yaya Djiba |
|                        |           | (Report) | Abdel Kader 5', 18', 38' · Kenawy 25' · Mohamed 37' · Sayed 38' · Soliman 38' |                                                                                                 |

| 22 de Novembro de 2000 | Países Baixos                    | 3 – 1    | Uruguai       | Ginásio El Domo Polidesportivo Cidade da Guatemala, Guatemala Público:4,152 Árbitro: Ivan Novak |
|                        | Lettinck 16', 21' · Marechal 32' | (Report) | Moliterno 36' |                                                                                                 |

| 23 de Novembro de 2000 | Países Baixos                                                          | 6 – 1    | Tailândia  | Ginásio Teodoro Palácios Flores Cidade da Guatemala, Guatemala Público:3,283 Árbitro: Antonin Herzog |
|                        | Tjaden 13' · Leatemia 19' · Lettinck 27', 34' · Talha 29' · Biloro 32' | (Report) | Polsak 29' | |

| 23 de Novembro de 2000 | Egito                                                | 4 – 2    | Uruguai                           | Ginásio El Domo Polidesportivo Cidade da Guatemala, Guatemala Público:7,272 Árbitro: Carlo Servino |
|                        | Sayed 3' · Soliman 20' · Abdel Kader 28' · Abdou 32' | (Report) | Reyno Hernandez 39' · Lamanna 39' | |

### Grupo C
| Equipe     | Pts | J | V | E | D | GP | GC |
| ---------- | --- | - | - | - | - | -- | -- |
| Rússia     | 9   | 3 | 3 | 0 | 0 | 20 | 4  |
| Croácia    | 6   | 3 | 2 | 0 | 1 | 12 | 5  |
| Costa Rica | 3   | 3 | 1 | 0 | 2 | 8  | 12 |
| Austrália  | 0   | 3 | 0 | 0 | 3 | 3  | 22 |

| 19 de Novembro de 2000 | Rússia                                                    | 4 – 2    | Croácia                     | Ginásio Teodoro Palácios Flores Cidade da Guatemala, Guatemala Público:2,356 Árbitro: Sérgio Ricardo Camanho |
|                        | Markin 24' · Eremenko 32' · Agaphonov 33' · Alekberov 40' | (Report) | Martic 35' · Dervisagic 38' | |

| 19 de Novembro de 2000 | Austrália                 | 2 – 6    | Costa Rica                                                        | Ginásio Teodoro Palácios Flores Cidade da Guatemala, Guatemala Público:2,356 Árbitro: Antonin Herzog |
|                        | Amendolia 15' · Macor 38' | (Report) | Valverde 16' · Juarez 19', 24' · Innecken 33', 36' · Carvajal 40' | |

| 21 de Novembro de 2000 | Costa Rica   | 1 – 6    | Rússia                                                                | Ginásio Teodoro Palácios Flores Cidade da Guatemala, Guatemala Público:1,923 Árbitro: Po On Andy Wong |
|                        | Carvajal 27' | (Report) | Tkachuk 3', 15' · Belyi 4' · Alekberov 6' · Eremenko 33' · Markin 39' | |

| 21 de Novembro de 2000 | Croácia                                                      | 6 – 0    | Austrália | Ginásio Teodoro Palácios Flores Cidade da Guatemala, Guatemala Público:1,923 Árbitro: Fusaya Suzuki |
|                        | Martic 5', 16' · Grdovic 13', 35' · Delpont 25' · Culjak 34' | (Report) |           | |

| 23 de Novembro de 2000 | Croácia                                          | 4 – 1    | Costa Rica   | Ginásio Teodoro Palácios Flores Cidade da Guatemala, Guatemala Público:3,283 Árbitro: Francisco Salinas Ramirez |
|                        | Eklic 4' · Grdovic 9' · Martic 26' · Tomicic 40' | (Report) | Valverde 40' | |

| 23 de Novembro de 2000 | Rússia | 10 – 1   | Austrália    | Ginásio El Domo Polidesportivo Cidade da Guatemala, Guatemala Público:7,272 Árbitro: Alexander Alfaro Gallardo |
|                        | Verizhnikov 15' · Alekberov 15' · Chugunov 18', 40' · Eremenko 19' · Kupetskov 22' · Belyi 34' · Shcuchko 36', 40' · Tkachuk 37' | (Report) | Aitchison 1' | |

### Grupo D
| Equipe    | Pts | J | V | E | D | GP | GC |
| --------- | --- | - | - | - | - | -- | -- |
| Espanha   | 9   | 3 | 3 | 0 | 0 | 19 | 2  |
| Argentina | 6   | 3 | 2 | 0 | 1 | 10 | 5  |
| Irã       | 3   | 3 | 1 | 0 | 2 | 6  | 9  |
| Cuba      | 0   | 3 | 0 | 0 | 3 | 1  | 20 |

| 20 de Novembro de 2000 | Irã           | 1 – 2    | Argentina                | Ginásio Teodoro Palácios Flores Cidade da Guatemala, Guatemala Público:2,900 Árbitro: Francisco Salinas Ramirez |
|                        | Mohammadi 19' | (Report) | Sanchez 29' · Monaco 30' | |

| 20 de Novembro de 2000 | Cuba | 0 – 9    | Espanha                                                                                                   | Ginásio Teodoro Palácios Flores Cidade da Guatemala, Guatemala Público:2,900 Árbitro: Martinus A. M. Van den Bekerom |
|                        |      | (Report) | Javi Rodríguez 2', 33' · Julio 4' · Joan 9' · Riquer 24', 27' · Paulo Roberto 32' · Orol 36' · Daniel 39' | |

| 22 de Novembro de 2000 | Argentina                                                                | 8 – 1    | Cuba        | Ginásio Teodoro Palácios Flores Cidade da Guatemala, Guatemala Público:2,977 Árbitro: Pedro Galan |
|                        | Sanchez 5', 32' · Monaco 8', 38', 40' · Tallaferro 25' · Planas 26', 33' | (Report) | Kindelan 2' |                                                                                                   |

| 22 de Novembro de 2000 | Espanha                                                                                  | 7 – 2    | Irã                     | Ginásio Teodoro Palácios Flores Cidade da Guatemala, Guatemala Público:2,977 Árbitro: Walter Arce |
|                        | Farashi 1' (g.c.), 15' (g.c.) · Daniel 3' · Joan 15', 18' · Julio 19' · Javi Sánchez 34' | (Report) | Bashi 35' · Moeeini 40' |                                                                                                   |

| 23 de Novembro de 2000 | Irã                                        | 3 – 0    | Cuba | Ginásio El Domo Polidesportivo Cidade da Guatemala, Guatemala Público:7,272 Árbitro: Sérgio Ricardo Camanho |
|                        | Shamsaee 13' · Dadashi 22' · Heidarian 29' | (Report) |      | |

| 23 de Novembro de 2000 | Argentina | 0 – 3    | Espanha                              | Ginásio Teodoro Palácios Flores Cidade da Guatemala, Guatemala Público:3,283 Árbitro: Perry Gautier |
|                        |           | (Report) | Javi Rodríguez 35', 37' · Daniel 39' | |

(25 de novembro - 29 de novembro)

### Grupo E
| Equipe    | Pts | J | V | E | D | GP | GC |
| --------- | --- | - | - | - | - | -- | -- |
| Brasil    | 9   | 3 | 3 | 0 | 0 | 18 | 7  |
| Rússia    | 3   | 3 | 1 | 0 | 2 | 13 | 13 |
| Egito     | 3   | 3 | 1 | 0 | 2 | 13 | 20 |
| Argentina | 3   | 3 | 1 | 0 | 2 | 6  | 15 |

| 26 de Novembro de 2000 | Rússia                                                                                    | 7 – 1    | Argentina   | Ginásio El Domo Polidesportivo Cidade da Guatemala, Guatemala Público:7,285 Árbitro: Ivan Novak |
|                        | Belyi 18' · Markin 28' · Verizhnikov 36', 38' · Malyshev 39' · Tkachuk 39' · Eremenko 39' | (Report) | González 5' |                                                                                                 |

| 26 de Novembro de 2000 | Brasil | 12 – 4   | Egito                                        | Ginásio El Domo Polidesportivo Cidade da Guatemala, Guatemala Público:7,285 Árbitro: Perry Gautier |
|                        | Lenísio 3' · Fininho 4' · Manoel Tobias 10', 24', 30' · Schumacher 13', 37' · Anderson 23' · Vander 30', 37' · Falcão 33', 39' | (Report) | Abdou 4' · Sayed 23' · Seif 39' · Ismail 39' | |

| 27 de Novembro de 2000 | Egito                                                               | 6 – 4    | Rússia                                                  | Ginásio El Domo Polidesportivo Cidade da Guatemala, Guatemala Público:7,350 Árbitro: Po On Andy Wong |
|                        | Soliman 2' · Sayed 4' · Seif 8' · Mohamed 8', 36' · Abdel Kader 38' | (Report) | Eremenko 6' · Agaphonov 19' · Alekberov 19' · Belyi 39' | |

| 27 de Novembro de 2000 | Argentina  | 1 – 4    | Brasil                                                        | Ginásio El Domo Polidesportivo Cidade da Guatemala, Guatemala Público:7,350 Árbitro: Pedro Galan |
|                        | Monaco 24' | (Report) | Manoel Tobias 12' · Vander 17' · Fininho 34' · Schumacher 37' |                                                                                                  |

| 29 de Novembro de 2000 | Egito                           | 3 – 4    | Argentina                                  | Ginásio El Domo Polidesportivo Cidade da Guatemala, Guatemala Público:7,378 Árbitro: Adrian Tamplin |
|                        | Abdel Kader 9' · Sayed 19', 38' | (Report) | Garcias 7', 20' · Petillo 22' · Planas 27' | |

| 29 de Novembro de 2000 | Brasil                                                                | 6 – 2    | Rússia                       | Ginásio El Domo Polidesportivo Cidade da Guatemala, Guatemala Público:7,378 Árbitro: Seyed Moosavi |
|                        | Manoel Tobias 9', 12', 20' · Schumacher 12' · Anderson 17' · Joan 34' | (Report) | Alekberov 26' · Malyshev 27' | |

### Grupo F
| Equipe        | Pts | J | V | E | D | GP | GC |
| ------------- | --- | - | - | - | - | -- | -- |
| Espanha       | 9   | 3 | 3 | 0 | 0 | 15 | 1  |
| Portugal      | 6   | 3 | 2 | 0 | 1 | 7  | 5  |
| Croácia       | 3   | 3 | 1 | 0 | 2 | 6  | 10 |
| Países Baixos | 0   | 3 | 0 | 0 | 3 | 3  | 15 |

| 25 de Novembro de 2000 | Países Baixos     | 1 – 3    | Portugal                                    | Ginásio El Domo Polidesportivo Cidade da Guatemala, Guatemala Público:6,930 Árbitro: Felix Chavez |
|                        | Langenhuijsen 40' | (Report) | Arnaldo 28' · Pedro Costa 40' · Vitinha 40' |                                                                                                   |

| 25 de Novembro de 2000 | Espanha                                                         | 5 – 0    | Croácia | Ginásio El Domo Polidesportivo Cidade da Guatemala, Guatemala Público:6,930 Árbitro: Walter Arce |
|                        | Daniel 1' · Javi Rodríguez 4' · Joan 12' · Julio 27' · Kike 31' | (Report) |         |                                                                                                  |

| 26 de Novembro de 2000 | Portugal   | 1 – 3    | Espanha                                          | Ginásio El Domo Polidesportivo Cidade da Guatemala, Guatemala Público:7,285 Árbitro: Francisco Salinas Ramirez |
|                        | Nelito 24' | (Report) | Javi Rodríguez 1' · Daniel 2' · Javi Sánchez 23' | |

| 26 de Novembro de 2000 | Croácia                                 | 5 – 2    | Países Baixos         | Ginásio El Domo Polidesportivo Cidade da Guatemala, Guatemala Público:7,285 Árbitro: Carlo Servino |
|                        | Tomicic 2', 22', 40' · Grdovic 12', 19' | (Report) | Langenhuijsen 4', 30' | |

| 28 de Novembro de 2000 | Países Baixos | 0 – 7    | Espanha                                                             | Ginásio El Domo Polidesportivo Cidade da Guatemala, Guatemala Público:7,183 Árbitro: Alexander Alfaro Gallardo |
|                        |               | (Report) | Daniel 3', 28' · Julio 26', 28' · Paulo Roberto 32', 38' · Kike 35' | |

| 28 de Novembro de 2000 | Portugal                           | 3 – 1    | Croácia   | Ginásio El Domo Polidesportivo Cidade da Guatemala, Guatemala Público:7,183 Árbitro: Sérgio Ricardo Camanho |
|                        | Arnaldo 23' · André 24' · Majo 39' | (Report) | Eklic 37' | |

|  | Semifinais                                  | Semifinais                                  |   |                                             | Final                                       | Final |  |
|  |                                             |                                             |   |                                             |                                             |       |  |
|  | 3 de Dezembro de 2000 - Cidade da Guatemala |                                             |   |                                             |                                             |       |  |
|  | Espanha                                     | 3                                           |   |                                             |                                             |       |  |
|  | Rússia                                      | 2                                           |   |                                             |                                             |       |  |
|  |                                             |                                             |   |                                             |                                             |       |  |
|  |                                             |                                             |   |                                             | 3 de Dezembro de 2000 - Cidade da Guatemala |       |  |
|  |                                             |                                             |   |                                             | Espanha                                     | 4     |  |
|  |                                             | Brasil                                      | 3 |                                             |                                             |       |  |
|  |                                             |                                             |   |                                             |                                             |       |  |
|  |                                             |                                             |   |                                             |                                             |       |  |
|  |                                             |                                             |   |                                             | Terceiro lugar                              |       |  |
|  | 3 de Dezembro de 2000 - Cidade da Guatemala | 3 de Dezembro de 2000 - Cidade da Guatemala |   | 3 de Dezembro de 2000 - Cidade da Guatemala | 3 de Dezembro de 2000 - Cidade da Guatemala |       |  |
|  | Brasil                                      | 8                                           |   | Rússia                                      | 2                                           |       |  |
|  | Portugal                                    | 0                                           |   |                                             | Portugal                                    | 4     |  |

### Semifinais
| 1 de Dezembro de 2000 | Espanha                             | 3 – 2    | Rússia              | Ginásio El Domo Polidesportivo Cidade da Guatemala, Guatemala Público:7,128 Árbitro: Francisco Salinas Ramirez |
|                       | Paulo Roberto 15' · Daniel 23', 39' | (Report) | Verizhnikov 2', 38' | |

| 1 de Dezembro de 2000 | Brasil                                                                                                 | 8 – 0    | Portugal | Ginásio El Domo Polidesportivo Cidade da Guatemala, Guatemala Público:7,128 Árbitro: Felix Chavez |
|                       | Manoel Tobias 3', 39' · Schumacher 14' · André 17' · Vander 28' · Almir 31' · Índio 37' · Anderson 40' | (Report) |          |                                                                                                   |

### Disputa do terceiro lugar
| 3 de Dezembro de 2000 | Rússia                       | 2 – 4    | Portugal                                         | Ginásio El Domo Polidesportivo Cidade da Guatemala, Guatemala Público:7,568 Árbitro: Pedro Galan |
|                       | Agaphonov 5' · Kupetskov 10' | (Report) | Vitinha 15' · Majo 27', 28' · Rogério Santos 38' |                                                                                                  |

### Final
| 3 de Dezembro de 2000 | Espanha                                                                     | 4 – 3    | Brasil                                        | Ginásio El Domo Polidesportivo Cidade da Guatemala, Guatemala Público:7,568 Árbitro: Ivan Novak |
|                       | Daniel 2' (pen.) · Javi Sánchez 20' · Javi Rodríguez 36' (pen.), 39' (pen.) | (Report) | Anderson 18' · Manoel Tobias 30' · Vander 35' |                                                                                                 |

## Premiação
| Vencedor                   |
| -------------------------- |
| ESPANHA Campeã (1º título) |

| Vice-campeão | Brasil |

| 3º lugar | Portugal |

| 4º lugar | Rússia |

| Prêmio FIFA Chuteira de Ouro (artilheiro) | Troféu FIFA Fair Play (equipe menos faltosa) | Prêmio FIFA Bola de Ouro (melhor jogador) |
| ----------------------------------------- | -------------------------------------------- | ----------------------------------------- |
| 1º Manoel Tobias                          | Brasil                                       | 1º Manoel Tobias                          |
| 2º Vander                                 | Brasil                                       | 2º Schumacher                             |
| 3º Schumacher                             | Brasil                                       | 3º Daniel                                 |

## Artilharia
Lista incompleta.
| 19 gols (1) - BRA Manoel Tobias 11 gols (1) - BRA Vander 10 gols (2) - ESP Daniel - BRA Schumacher 8 gols (1) - BRA Anderson 7 gols (2) - EGY Gehad Sayed - BRA Fininho 6 gols (5) - NED Henny Lettinck | 6 gols (continuação) - EGY Sayed Abdel Kader - ESP Javi Rodríguez - BRA Falcão - BRA Lenísio 5 gols (9) - CRO Robert Grdovic - ARG Augusto Monaco - RUS Konstantin Eremenko - RUS Temur Alekberov - RUS Alexander Verizhnikov - PRT Arnaldo - BRA Índio - ESP Julio - PRT Majo 4 gols (11) - GUA Hector De Mata - KAZ Talgat Baimuratov - CRO Nikola Tomicic | 4 gols (continuação) - ESP Joan - CRO Mico Martic - EGY Nader Soliman - RUS Andrei Tkachuk - ESP Paulo Roberto - PRT André - RUS Arkadiy Belyi - PRT Nelito 3 gols (10) - GUA Freddy Garcia - URU Nico Moliterno - BRA Joan - ARG Carlos Sanchez - ARG Leandro Planas - EGY Mahmoud Abdel Hakim Mohamed - NED Pascal Langenhuijsen - ESP Javi Sanchez - RUS Denis Agaphonov - RUS Mikhail Markin |

## Destaques
- Foi o primeiro campeonato em que as equipes participantes puderam inscrever o máximo de 14 atletas. Esse número persiste até hoje nos mundiais de futsal da FIFA.
- Ricardinho, de Portugal, tornou-se o jogador mais jovem a entrar em quadra em Mundiais. Ele disputou o campeonato com apenas 15 anos e 2 meses de idade. Este recorde persiste até hoje.[2]
- A final entre Brasil e Espanha foi a repetição da final da edição de 1996. Nesta edição, a Espanha saiu vencedora.
- O gol da vitória espanhola foi marcado a 30 segundos do final da partida. O jogador brasileiro Schumacher fez uma falta no campo de defesa, matando um possível contra-ataque espanhol. Como a equipe brasileira já tinha estourado o limite de 5 faltas no segundo tempo, houve a penalização do tiro livre direto sem barreira. O jogador espanhol Javi Rodriguez cobrou a falta, e fez o gol que deu o título inédito para a Espanha.
- Na equipe da Espanha que foi a campeã, houve um brasileiro, o jogador Daniel Ibañez, que, por jogar futsal profissionalmente na Espanha desde os 16 anos de idade e por ser descendente de espanhóis, se naturalizou espanhol, e pôde disputar o torneio pela seleção espanhola de futsal.
- A Bola de Ouro de melhor jogador da competição foi para Manoel Tobias. Essa foi a segunda vez que o jogador recebeu este prêmio.